# Pedaliodes melaleuca
Pedaliodes melaleuca är en fjärilsart som beskrevs av Gustav Weymer 1890. Pedaliodes melaleuca ingår i släktet Pedaliodes och familjen praktfjärilar. Inga underarter finns listade i Catalogue of Life.

## Bildgalleri

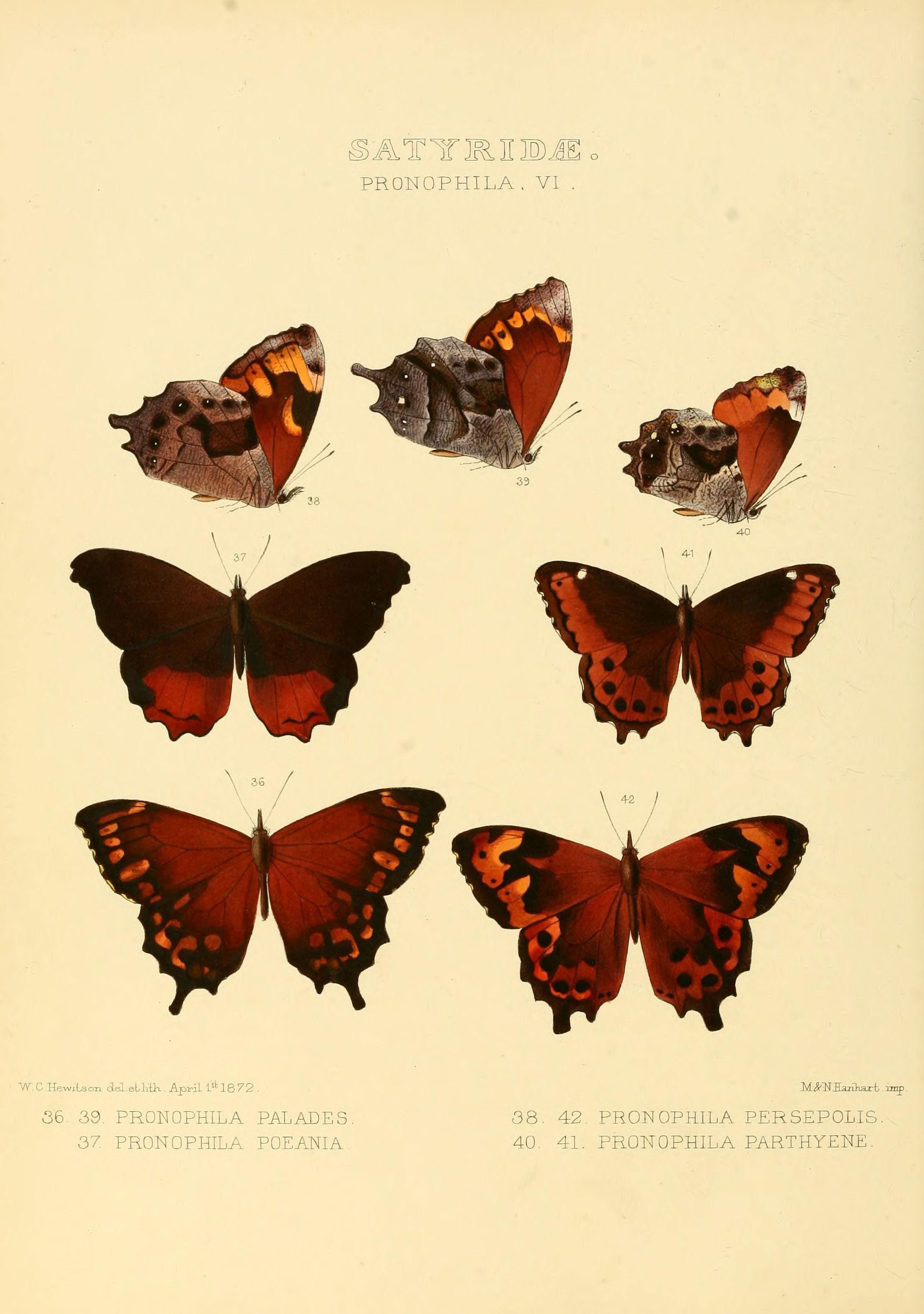